# マリア・カロリーネ・フォン・ザクセン＝コーブルク・ウント・ゴータ

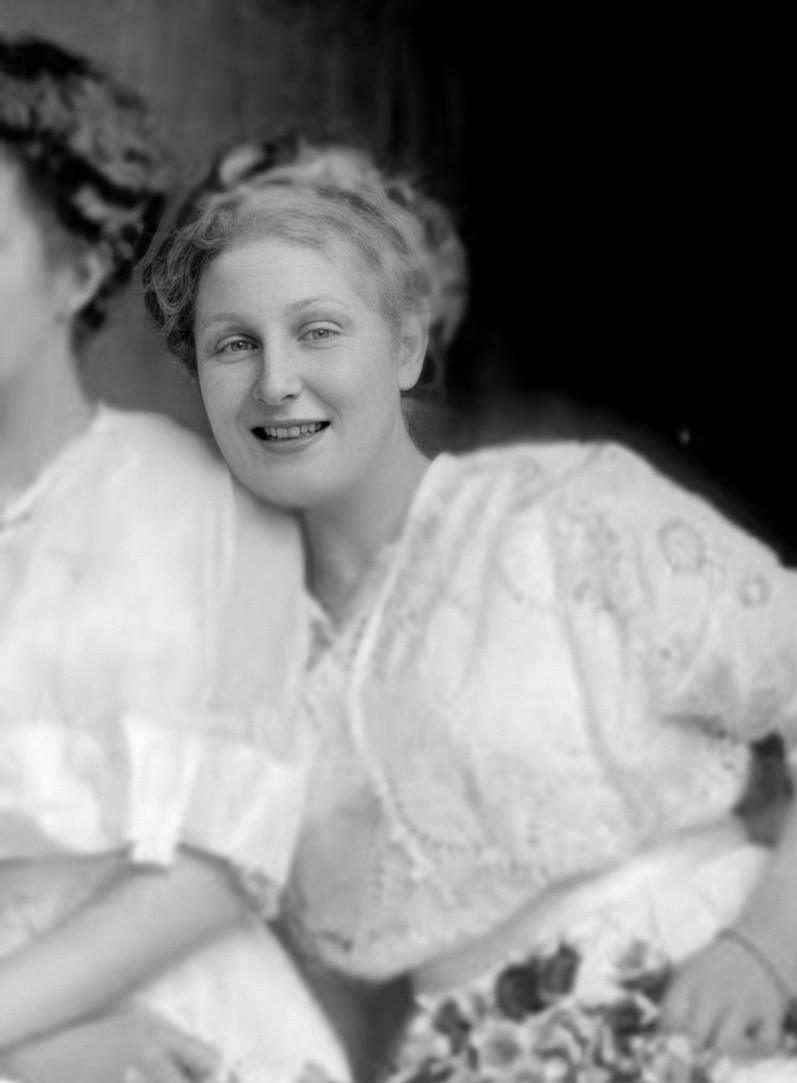
マリア・カロリーネ公女、ブラジル帝国博物館蔵

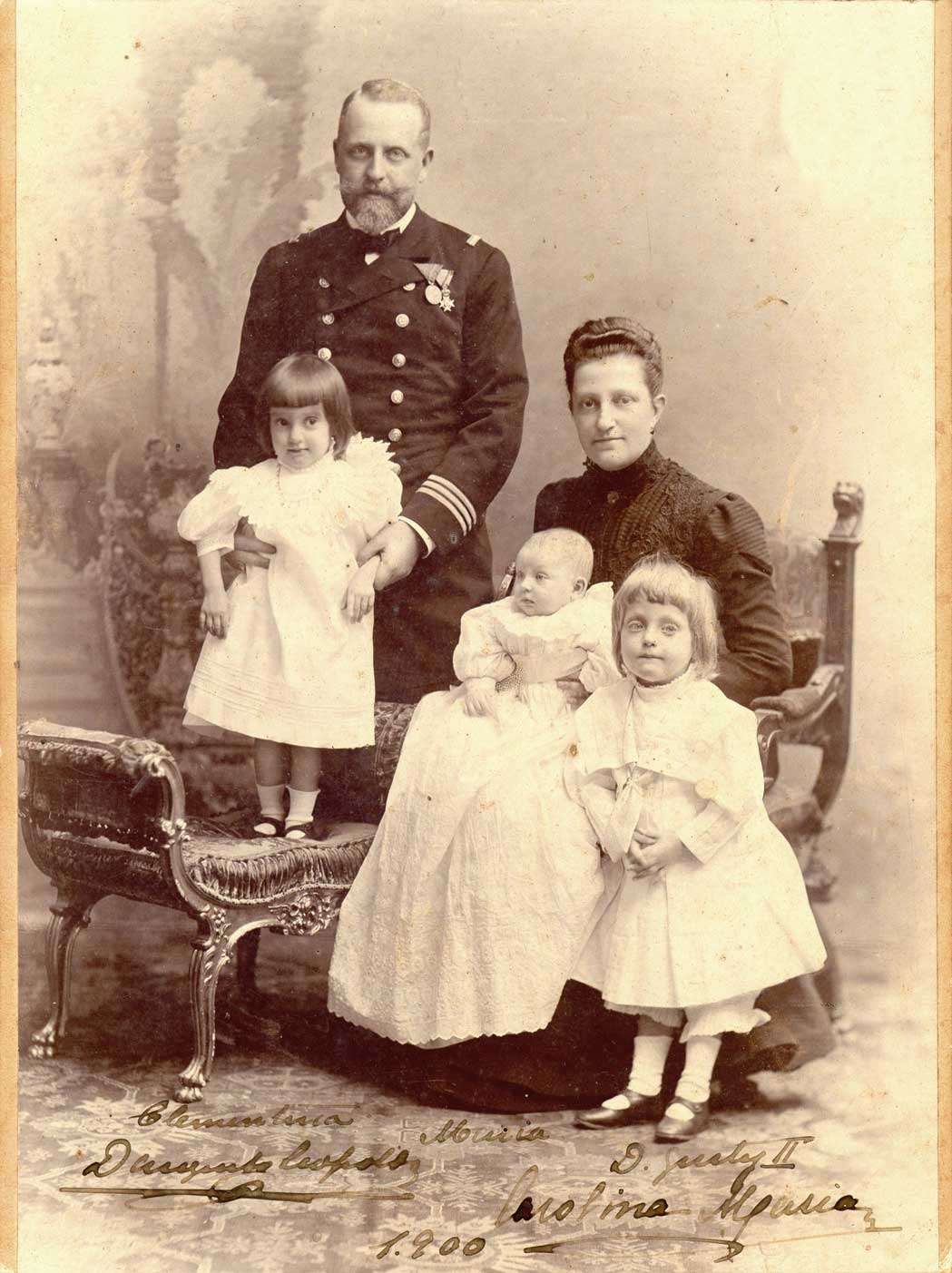
両親とマリア・カロリーネ（中央の赤子）、姉クレメンティーネと兄アウグスト、1900年頃、ブラジル帝国博物館蔵

マリア・カロリーネ・フォン・ザクセン＝コーブルク・ウント・ゴータ（Maria Karoline Prinzessin von Sachsen-Coburg und Gotha, 1899年1月10日 ポーラ - 1941年6月6日 アルコフェン）は、ドイツの小諸侯ザクセン＝コーブルク公家のカトリック系分家コハーリ侯家の公女。ナチス・ドイツのT4作戦の犠牲者となり、ハルトハイム安楽死施設で殺害された。

## 生涯
ザクセン＝コーブルク＝ゴータ公子アウグスト・レオポルトとその妻のオーストリア＝トスカーナ大公女カロリーネの間の第3子・次女。マリア・カロリーネ・フィロメナ・イグナティア・パウリーネ・ヨーゼファ・ミヒャエラ・ガブリエラ・ラファエラ・ゴンザーガ（Maria Karoline Philomena Ignatia Pauline Josepha Michaela Gabriela Raphaela Gonzaga Prinzessin von Sachsen-Coburg und Gotha）と名付けられた。
父はブラジル皇帝ペドロ2世の孫だったことからブラジル帝政復古運動に関わり、妹テレジア・クリスティアーネとその子孫サクセ＝コブルゴ・イ・ブラガンサ家はブラジルの旧皇族の一員として扱われている。第一次世界大戦後にオーストリア＝ハンガリー（二重帝国）が崩壊した後も、大富豪であったコハーリ侯家はある程度の土地と資産を保持することができ、同家はシュラートミンク城（オーストリア・シュタイアーマルク州シュラートミンク）とハンガリーの所領を行き来して暮らした。
マリア・カロリーネには知的障害があり、家族は1938年に彼女を宗教系の療養施設に入所させた。1941年、マリア・カロリーネは療養施設からハルトハイム安楽死施設（オーバーエスターライヒ州アルコフェン・ハルトハイム城敷地内）に移送され、T4作戦の一環としてガス室で強制的に「安楽死」させられた。ナチ党員だった3人の弟妹ライナー、レオポルディーネ、エルンスト、そしてコーブルク公家家長でドイツ赤十字社総裁職にあった元ザクセン＝コーブルク＝ゴータ公カール・エドゥアルトが、彼女を救出するために何らかの行動をとった可能性は低いと見られている。
遺灰は遺族に返却され、コーブルクの聖アウグスティン教会に納められた。

## 引用・脚注
1. ↑  Defrance and van Loon p. 5
2. ↑  Rushton p. 115
3. ↑  Defrance and van Loon p. 4
4. ↑  Defrance and van Loon p. 7
5. ↑  Rushton p. 114
6. ↑  Defrance and van Loon p. 5
7. ↑  Rushton p. 115
8. ↑  Rushton p. 112-115
9. ↑  Sandner, Harald (2001). Das Haus Sachsen-Coburg und Gotha 1826 bis 2001. Eine Dokumentation zum 175-jährigen Jubiläum des Stammhauses in Wort und Bild. Coburg: Verlagsanstalt Neue Presse. pp. 317–320. ISBN 3-00-008525-4